# Dezasseis
O número dezasseis (português europeu) ou dezesseis (português brasileiro) (16) é o número natural que segue o quinze e precede o dezassete.
O 16 é um número composto, que tem os seguintes factores próprios: 1, 2, 4 e 8. Como a soma dos seus factores é 15 < 16, trata-se de um número defectivo.
O 16 é a base do sistema hexadecimal, que se utiliza muito na informática.
16 é o quadrado de 4 e a quarta potência de 2. O quadrado perfeito seguinte é o  25.
Há 16 onças numa libra.
Pode ser escrito de duas formas distintas como a soma de dois números primos: {\displaystyle 16=3+13=5+11\,}. Veja conjectura de Goldbach.